# C'era una volta la città dei matti...
C'era una volta la città dei matti... è una miniserie televisiva del 2010, diretta da Marco Turco.

## Trama
Viene narrata la vicenda di Franco Basaglia, l'uomo che rivoluzionò la psichiatria italiana, e la situazione dei manicomi prima della Legge 180/78.

## Produzione
Girata nel 2009, la fiction è diretta da Marco Turco e prodotta da Rai Fiction e dalla Ciao Ragazzi! di Claudia Mori. Presentata in occasione del Bari International Film Festival il 25 gennaio 2010 al Teatro Petruzzelli, è andata in onda su Rai 1 il 7 e l'8 febbraio dello stesso anno in due puntate.
Nonostante il buon riscontro di ascolti, la miniserie non è stata mai replicata né sul primo canale né sui canali tematici della Rai.

## Premi
La miniserie ha ricevuto il premio Golden Nymphs Award come miglior miniserie, quello per la migliore interpretazione maschile in una miniserie al Festival de Television di Montecarlo, e si è aggiudicata anche il Silver Magnolia Award al Television Festival di Shanghai.

## Ascolti
| n° | Prima TV Italia | Telespettatori | Share  |
| -- | --------------- | -------------- | ------ |
| 1  | 7 febbraio 2010 | 5.442.000      | 21,25% |
| 2  | 8 febbraio 2010 | 5.900.000      | 21.05% |